# المنشأة البحرية الروسية في طرطوس
المنشأة البحرية الروسية في طرطوس هي منشأة عسكرية مؤجرة للبحرية الروسية تقع على الحافة الشمالية للميناء البحري لمدينة طرطوس السورية. حتى عام 2017، صنف الاستخدام الرسمي الروسي المنشأة كنقطة دعم فني مادي (بالروسية: Пункт материально-технического обеспечения, ПМТО)‏  وليس «كقاعدة». طرطوس هي النقطة الوحيدة للبحرية الروسية في البحر الأبيض المتوسط للإصلاح والتجديد، مما يجنب السفن الحربية الروسية رحلة العودة إلى قواعدها في البحر الأسود عبر المضائق التركية.
يمكن لمرفق طرطوس حاليًا أن يستوعب أربع سفن متوسطة الحجم ولكن فقط إذا كان كلاهما من 100 متر (330 قدم) الأرصفة العائمة داخل حاجز الأمواج الشمالي. وهي ليست (حتى الآن) قادرة على استضافة أي من السفن الحربية الرئيسية الحالية التابعة للبحرية الروسية والتي يتراوح طولها بين 129 متر (423 قدم) حتى 163 متر (535 قدم)، ناهيك عن الطرادات مثل 186.4 متر (612 قدم) Slava class و 252 متر (827 قدم) Kirov class، أو 305 متر (1,001 قدم) Kuznetsov-class aircraft carrier و 156 متر (512 قدم) Sovremennyy-class destroyer. ومع ذلك، فهي، من الناحية النظرية على الأقل، قادرة حاليًا على دعم عمليات التجديد الرأسي المحدودة لتلك السفن الحربية الأكبر حجمًا.

## الوضع القانوني الحالي والاستخدام والقوة
في 18 كانون الثاني (يناير) 2017، وقعت روسيا وسوريا اتفاقية سارية المفعول على الفور، يُسمح بموجبها لروسيا بتوسيع واستخدام المنشأة البحرية في طرطوس لمدة 49 عامًا مجانًا والتمتع بالولاية القضائية السيادية على القاعدة. تسمح المعاهدة لروسيا بالاحتفاظ بـ 11 سفينة حربية في طرطوس، بما في ذلك السفن النووية؛ وينص على امتيازات وحصانة كاملة من الولاية القضائية السورية لموظفي روسيا وعتادها في المنشأة. تمت المصادقة على المعاهدة والموافقة عليها من قبل البرلمان الروسي، ووقع الرئيس فلاديمير بوتين على القانون الفيدرالي ذي الصلة بنهاية ديسمبر 2017.
في أواخر كانون الأول (ديسمبر) 2017، أعلنت روسيا أنها شرعت في تشكيل تجمع دائم في منشأة طرطوس البحرية وكذلك في قاعدة حميميم الجوية، بعد أن وافق الرئيس بوتين على هيكلية وقوة الأفراد في قاعدتي طرطوس وحميميم.
استُخدمت المنشأة الروسية في طرطوس لتوصيل الأسلحة والإمدادات من قبل سفن الإنزال وسفن الشحن الروسية التي تعبر المضائق من ميناء البحر الأسود الروسي في نوفوروسيسك إلى سوريا (الخطوط السورية السريعة) لأغراض العملية العسكرية الروسية. التي بدأت في 30 سبتمبر 2015 وكذلك لدعم الجيش العربي السوري. وفقًا لتقارير إعلامية في سبتمبر 2015، لوحظ تكثيف حاد في حركة المرور على متن الخطوط الحديدة السورية منذ منتصف أغسطس 2015.
في أبريل 2019، ورد أن مسؤولين روس كبار أجروا محادثات مع الحكومة السورية ونقل عن نائب رئيس الوزراء الروسى يوري بوريسوف قوله أن عقد استئجار ميناء طرطوس من قبل روسيا من المتوقع أن يوقع قريبا.

## التاريخ

### 1971 حتى 2012
أنشأ الاتحاد السوفيتي منشأة في طرطوس خلال الحرب الباردة وفقًا لاتفاق سوفييتي سوري أبرم في عام 1971، بهدف دعم السرب العملياتي الخامس للبحرية السوفيتية في البحر الأبيض المتوسط، والذي اعتبره السوفييت بمثابة توازن مع الأسطول السادس الأمريكي يقع مقره في إيطاليا (ثم في جايتا).
في أوائل السبعينيات، كان لدى الاتحاد السوفيتي نقاط دعم مماثلة في مصر وإثيوبيا (إريتريا) وفيتنام وأماكن أخرى. في عام 1977، أخلت البحرية السوفيتية قواعد الدعم المصرية في الإسكندرية ومرسى مطروح ونقلت السفن والممتلكات إلى طرطوس، حيث حولت مرفق الدعم البحري إلى فرقة دعم السفن البحرية والمصبّات رقم 229.
في عام 1984، قامت موسكو بترقية نقطة دعم طرطوس إلى نقطة الدعم الفني المادي رقم 720.
في ديسمبر 1991 تم حل الاتحاد السوفياتي. توقف السرب العملياتي الخامس للبحر الأبيض المتوسط السوفيتي (المكون من سفن من الأسطول الشمالي وأسطول البلطيق وأسطول البحر الأسود ) عن الوجود في ديسمبر 1992. منذ ذلك الحين، قامت البحرية الروسية أحيانًا بنشر السفن والغواصات في البحر الأبيض المتوسط.
نظرًا لأن روسيا ألغت 73% من ديون الحقبة السوفيتية البالغة 13.4 مليار دولار لسوريا في عام 2005 وأصبحت المورد الرئيسي للأسلحة لسوريا، أجرت روسيا وسوريا محادثات حول السماح لروسيا بتطوير وتوسيع منشآتها البحرية، حتى تتمكن روسيا من تعزيز وجودها البحري في البحر الأبيض المتوسط. وسط تدهور العلاقات الروسية مع الغرب، بسبب حرب أوسيتيا الجنوبية عام 2008 وخطط نشر درع دفاع صاروخي أمريكي في بولندا، ذكر مصدر غير رسمي أن الرئيس بشار الأسد وافق على تحويل الميناء إلى قاعدة دائمة في الشرق الأوسط للسفن الحربية الروسية المسلحة برؤوس نووية.
في سبتمبر 2008 تم بناء رصيف عائم ثان في المنشأة، عقب مناقشة الموضوع بين رئيسي روسيا وسوريا في آب / أغسطس. في غضون ذلك، كانت وسائل الإعلام والمسؤولون من روسيا وإسرائيل وسوريا يدلون بتصريحات متناقضة حول خطط السفن الحربية الروسية للاتصال في طرطوس وكذلك حول احتمالات ترقية المنشأة إلى قاعدة بحرية.
في يوليو 2009، أعلن الجيش الروسي أنه سوف يقوم بتحديث منشأة طرطوس.

### خلال الحرب الأهلية السورية قبل التدخل الروسي
أشارت تقارير إعلامية في مارس 2012 إلى وصول قوات خاصة روسية إلى ميناء طرطوس. وفقًا لتقرير تاس نُشر في ديسمبر 2017، تم استخدام منشأة طرطوس لتوريد الأسلحة الروسية والشحنات العسكرية منذ يونيو 2012. مرة أخرى في يونيو 2012، نفى المسؤولون الروس التقارير التي تفيد بأنهم كانوا يعززون حامية طرطوس بمشاة البحرية. وقيل إن نحو 50 بحارا روسيا وفنيا متخصصا سيتمركزون هناك بعد ذلك.
في 3 أغسطس 2012، ذكرت وسائل الإعلام الدولية أن ثلاث سفن هجومية برمائية روسية كبيرة تحمل مئات من مشاة البحرية الروسية ستزور طرطوس قريبًا. وذكرت تقارير سابقة، نقلاً عن مصدر في هيئة الأركان العامة الروسية، أن السفن ستقضي بضعة أيام في طرطوس وستتلقى إمدادات جديدة من الطعام والمياه. وأضافت وسائل إعلام بريطانية أن كل سفينة كان على متنها ما يصل إلى 120 من مشاة البحرية. وتركت وزارة الدفاع الروسية الباب مفتوحا أمام احتمال أن ترسو السفن هناك في وقت ما لأسباب لوجستية، قائلة إن لها كل الحق في القيام بذلك. وقال مصدر الأركان العامة الذي لم يذكر اسمه إنه بعد الإبلاغ في طرطوس، سيتوجهون إلى مضيق البوسفور وميناء نوفوروسيسك الروسي على البحر الأسود. السفن، وهي جزء من اسطول الشمال الروسي، كانت Aleksandr Otrakovskiy، Georgiy Pobedonosets وKondopoga، كلها سفن إنزال من طراز Ropucha-class. ونقلت وكالة إنترفاكس للأنباء عن المصدر قوله إن إحداها سيرسو قبالة طرطوس والآخريتان ستستخدمان رصيفًا عائمًا لأن مرافق الميناء كانت محدودة. كانت هناك تكهنات بأن روسيا قد تبدأ في إجلاء مواطنيها من سوريا ونشر قوات المارينز لحماية الأفراد والمعدات، مع اشتداد العنف (قيل أن حوالي 30 ألف مواطن روسي يعيشون في سوريا). 
في مايو 2013، ذكرت صحيفة أمريكية أن روسيا أرسلت عشرات السفن الحربية أو أكثر للقيام بدوريات في المياه بالقرب من طرطوس، وهي خطوة اعتبرت بمثابة تحذير للولايات المتحدة وإسرائيل بعدم التدخل في الصراع في سوريا.
في نهاية يونيو 2013، قال نائب وزير الخارجية الروسي ميخائيل بوغدانوف في مقابلة أن المنشأة ليس لها أي أهمية إستراتيجية أو عسكرية وأن روسيا قد أخلت جميع الأفراد المدنيين والعسكريين من طرطوس وسوريا (حاليًا، وزارة الدفاع الروسية ليس لها أي شخص متمركز في سوريا). ثم أكدت وزارة الدفاع الروسية هذه المعلومات.
بعد تشكيل التشكيل العامل للبحرية الروسية في البحر الأبيض المتوسط في سبتمبر 2013، تم تكليف المنشأة في طرطوس بخدمة وإصلاح السفن من هذا التشكيل.